# Dascha von Waberer
Dascha von Waberer (* 30. September 1966 in Kassel) ist eine deutsche Schauspielerin.

## Leben
Dascha von Waberer, geb. Poisel, wuchs in München auf und absolvierte dort ihre Schauspielausbildung an der Otto-Falckenberg-Schule. Das erste Engagement hatte sie 1991 am Schauspielhaus Graz. Weitere Stationen ihrer Bühnenlaufbahn waren das Theater Heidelberg, die Münchner Kammerspiele, das Festival Steirischer Herbst, das neue theater Halle, das Schauspiel Köln, das Theater Osnabrück, das Bayerische Staatsschauspiel und das Metropoltheater München.
Sie arbeitete unter anderem mit Martin Kušej, Stephan Kimmig, Dušan David Pařízek, Werner Schwab, Christoph Schlingensief und Katrine Wiedemann.
Seit 2017 unterrichtet sie als Dozentin für Bewegung (Suzuki) an der Bayerischen Theaterakademie August Everding.
Sie arbeitet ebenso als Sprecherin für Dokumentationen, Hörspiele und Synchron. Sie singt, spielt Ukulele und ist Trägerin des schwarzen Gürtels in Aikido.
Von Waberer ist die Schwiegertochter von Keto von Waberer und lebt mit ihrer Familie in München.

## Theater (Auswahl)
- 1991: Estelle in Geschlossene Gesellschaft von Jean-Paul Sartre – Regie: Christian Elbing (Schauspielhaus Graz)
- 1991: Luise in Kabale und Liebe von Friedrich Schiller – Regie: Marc Günther (Schauspielhaus Graz)
- 1992: Anna in Mesalliance aber wir ficken uns prächtig[7]. von Werner Schwab UA – Regie: Marc Günther (Steirischer Herbst)
- 1992: Claire in Die Zofen von Jean Genet – Regie: Michael Richter (Schauspielhaus Graz)
- 1992: Christine in Zur schönen Aussicht von Horvath – Regie: Marc Günther (Schauspielhaus Graz)
- 1992: Mirza in Der Traum ein Leben von Franz Grillparzer – Regie: Martin Kušej (Schauspielhaus Graz)
- 1993: Polly in Die Dreigroschenoper von Bertolt Brecht – Regie: Oliver Keymis (Schauspielhaus Graz)
- 1993: Pornovorstellerin in Pornogeographie[8]. Sieben Gerüchte. von Werner Schwab UA – Regie Werner Schwab (Steirischer Herbst)
- 1993: Petra Oder in Die Kantine. Capriccio à la Habsburg. UA von Wolfgang Bauer – Regie: Karl Paryla (Schauspielhaus Graz)
- 1994: Lenin in Hartbrandwichtel[9] von Rolf Rettberg – Regie: Stephan Kimmig (Schauspielhaus Graz)
- 1994: Kill Pig Devil Passion Finish God – Regie: Martin Kušej (Koproduktion Schauspielhaus Graz / Wiener Festwochen / Tanz 94)
- 1995: Lady Anna in Richard der Dritte von Shakespeare – Regie: Lutz Graf (Schauspielhaus Graz)
- 1995: Chorleiterin in Hurra, Jesus! Ein Hochkampf![10] von Christoph Schlingensief (Steirischer Herbst, Graz)
- 1996: Frau Dummswohl in Das Beuschelgeflecht UA Franzobel – Regie: Thilo Voggenreiter (Wiener Festwochen, Schauspielhaus Wien)
- 1996: Mascha in Drei Schwestern von Tschechow – Regie: Thomas Janßen (Schauspielhaus Graz)
- 1996: Regine in Die Schwärmer von Robert Musil – Regie: Stephan Kimmig (Schauspielhaus Graz)
- 1997: Orgie von Pier Paolo Pasolini – Regie: Hans Falár (Theater Heidelberg)
- 1997: Groß und Klein von Botho Strauß – Regie: Stephan Kimmig (Theater Heidelberg)
- 1998: Irina in Drei Schwestern von Tschechow – Regie: Stephan Kimmig (Theater Heidelberg)
- 1998: Stella in Stella von J.W. von Goethe – Regie: Inken Böhack (Theater Heidelberg)
- 1998: Die geretteten Köche[11] von Alfred Kolleritsch – Regie: Marc Günther (Steirischer Herbst)
- 1999: Trojanerin in Hekabe von Euripides – Regie: Dieter Dorn (Münchner Kammerspiele)
- 2000: Cäcilie in Stella von J.W. von Goethe – Regie: Peter Seifert (Theater und so fort München)
- 2000: Anna Petrowna in Platonov von Tschechow – Regie: Lutz Graf (neues theater Halle)
- 2004: Adele in Geliebter Feigling von Françoise Sagan – Regie: Yves Jansen (Kleine Komödie am Max II)
- 2005: Bingo in Das Leben auf der Praça Roosevelt von Dea Loher – Regie: Thilo Voggenreiter (Theater Osnabrück)
- 2006: Sonja und Valerie in Lantana von Andrew Bovell – Regie: Jochen Schölch (Metropoltheater)
- 2007: Helena in Troilus und Cressida von William Shakespeare – Regie: Marc Günther (Schauspiel Köln)
- 2008: Terrorismus von Oleg und Wladimir Presnjakow -Regie: Jochen Schölch (Metropoltheater)
- 2008: Maria in Opfer von Andrei Tarkowskij – Regie: Lea-Marie Hauptvogel (Metropoltheater)
- 2009: Bagheera in Das Dschungelbuch von Rudyard Kipling – Regie: Thomas Flach (Metropoltheater)
- 2011: Astrologin in Die Götter weinen von Dennis Kelly – Regie: Dusan Parizek (Residenztheater München)
- 2011: Schwabinger Gisela in Die Schwabinger Laterne – Regie: Martina Schnell (Vereinsheim Schwabing)
- 2012: Erpressung / Il ricatto von Pippo Delbono (Residenztheater München)
- 2015: Emilie in Gefährliche Liebschaften von Christopher Hampton nach Choderlos de Laclos – Regie: Katrine Wiedemann (Cuvilliés-Theater)
- 2016: Mrs. Bogdanich in Die letzte Karawanserei von Ariane Mnouchkine – Regie: Jochen Schölch (Metropoltheater)
- 2016: Die Vorsitzende in Terror von Ferdinand von Schirach – Regie: Jochen Schölch (Metropoltheater)
- 2018: Gabrielle in Das Ende des Regens von Andrew Bovell – Regie: Jochen Schölch (Metropoltheater)
- 2020: Die Wiedervereinigung der beiden Koreas von Joël Pommerat – Regie: Jochen Schölch (Metropoltheater)

## Filmografie
- 1986: Der Unsichtbare Solaris Film Kinofilm Ulf Miehe
- 1989: Die Wahnsinnsehe – ZDF – Regie: Sönke Wortmann
- 1990: Der Rausschmeisser – Regie: Xaver Schwarzenberger
- 1991: Der Fahnder – ZDF – Regie: Georg W. Borgel
- 2014: Wir waren sehr glücklich – Kurzfilm – Regie: Agnes Jänsch
- 2020: Tonio und Julia – ZDF – Regie: Irina Popow

## Hörspiele
- 2006: Andreas Abstreiter: Die Hüterin des Lichts (Jax) – Regie: Hannes Wollmann (Hörspiel; 9 CDs)
- Markus Heitz: Die Meisterin Teil 1 und 3 (Elaine) – Audible

## Auszeichnungen
- 1998: Nominiert als Beste Nachwuchsschauspielerin[12] theater heute für Irina in Drei Schwestern Regie: Stephan Kimmig